# 入谷 (足立区)
入谷（いりや）は、東京都足立区の町名。現行行政地名は入谷一丁目から入谷九丁目。住居表示実施済区域。

## 地理
足立区北西部の舎人地域西部に位置し、足立流通センターを擁する足立区の流通業の基幹地区である。北を舎人および毛長川を挟んで埼玉県川口市と、東を古千谷本町と、南を舎人公園、皿沼および加賀と、西は新芝川もしくは毛長川を挟んで埼玉県川口市八幡木・江戸袋・本蓮とは陸続きで接する。
1970年代頃まで、入谷は農耕を主体産業とした近郊農業地域であった。その後の土地区画整理事業が実施され街区とそれを連絡する計画道路が整備されてからは町域全体で住宅市街地の造成が進み、同時期に足立流通センターの完成と首都高速川口線の足立入谷出入口の開通を以て、足立区の物流・流通の拠点地域として発展した。複雑に混在していた町域南側で隣接する諸町との飛地も整理され、舎人公園などの広大な総合レクリエーション施設も整備されている。
町域やや西寄りを南北に縦貫する首都高川口線を境とした地内西部（入谷七・八・九丁目）は倉庫、工場、資材保管所、業務車両用駐車場などが目立つ準工業地帯であり、流通関係施設などが多数所在する。
高速東側はさらに南北に分けられ、南側（入谷六丁目）は流通施設の中心としての流通センターとトラックターミナルが稼動している。北部（入谷一・二・三・四・五丁目）は住宅街の中に足立区内でも比較的多くの公園があり、入谷でも最も古くに開かれた地区に当たり、閑静な住宅地が広がる。

### 地価
住宅地の地価は、2025年（令和7年）1月1日の公示地価によれば、入谷4-6-10の地点で25万8000円/m2となっている。

## 由来
足立区一帯としては、最も早期の4世紀ごろより人が住んだ場所のひとつと考えられ、古墳時代のものと見られる入谷古墳（白幡塚古墳）が、現在も入谷氷川神社の下に残されている。

### 地名の由来
毛長掘から「入り込んだ」湿地。低地帯（谷）を示す地名である。
江戸時代に入谷村として登場する由緒ある地名。徳川幕府により編纂された『新編武蔵風土記稿』の入谷村。
なお入谷という地名は各地にある名前で、江戸の入谷（現：台東区）も著名。
明治には舎人村大字入谷となり足立区になるとき入谷町となった。
区画整理終了後、1985年（昭和60年）～1993年（平成5年）にかけて、順次現在の入谷一～九丁目の町が構成された。

## 世帯数と人口
2025年（令和7年）1月1日現在（足立区発表）の世帯数と人口は以下の通りである。
| 丁目       | 世帯数    | 人口    |
| ---------- | --------- | ------- |
| 入谷一丁目 | 1,192世帯 | 2,272人 |
| 入谷二丁目 | 922世帯   | 1,766人 |
| 入谷三丁目 | 572世帯   | 1,125人 |
| 入谷四丁目 | 439世帯   | 918人   |
| 入谷五丁目 | 260世帯   | 514人   |
| 入谷六丁目 | 45世帯    | 45人    |
| 入谷七丁目 | 285世帯   | 566人   |
| 入谷八丁目 | 491世帯   | 911人   |
| 入谷九丁目 | 552世帯   | 853人   |
| 計         | 4,758世帯 | 8,970人 |

### 人口の変遷
国勢調査による人口の推移。
| 年                 | 人口  |
| ------------------ | ----- |
| 1995年（平成7年）  | 7,138 |
| 2000年（平成12年） | 7,361 |
| 2005年（平成17年） | 7,574 |
| 2010年（平成22年） | 8,485 |
| 2015年（平成27年） | 8,528 |
| 2020年（令和2年）  | 8,933 |

### 世帯数の変遷
国勢調査による世帯数の推移。
| 年                 | 世帯数 |
| ------------------ | ------ |
| 1995年（平成7年）  | 2,454  |
| 2000年（平成12年） | 2,558  |
| 2005年（平成17年） | 2,674  |
| 2010年（平成22年） | 3,401  |
| 2015年（平成27年） | 3,402  |
| 2020年（令和2年）  | 3,853  |

## 学区
区立小・中学校に通う場合、学区は以下の通りとなる（2023年4月時点）。なお、足立区では学校選択制度を導入しており、区内全域から選択することが可能。ただし、小学校に関しては、2018年（平成30年）度から学区域または学区域に隣接する学校のみの選択になる。
| 丁目       | 番地         | 小学校                 | 中学校               |
| ---------- | ------------ | ---------------------- | -------------------- |
| 入谷一丁目 | 全域         | 足立区立舎人小学校     | 足立区立入谷南中学校 |
| 入谷二丁目 | 1〜6番       | 足立区立舎人小学校     | 足立区立入谷南中学校 |
| 入谷二丁目 | 7番以降      | 足立区立足立入谷小学校 | 足立区立入谷中学校   |
| 入谷三丁目 | 全域         | 足立区立足立入谷小学校 | 足立区立入谷中学校   |
| 入谷四丁目 | 全域         | 足立区立足立入谷小学校 | 足立区立入谷中学校   |
| 入谷五丁目 | 全域         | 足立区立舎人小学校     | 足立区立入谷南中学校 |
| 入谷六丁目 | 全域         | 足立区立舎人小学校     | 足立区立入谷南中学校 |
| 入谷七丁目 | 2〜8番       | 足立区立舎人小学校     | 足立区立入谷南中学校 |
| 入谷七丁目 | 1番 22番以降 | 足立区立皿沼小学校     | 足立区立加賀中学校   |
| 入谷七丁目 | 9〜21番      | 足立区立足立入谷小学校 | 足立区立入谷中学校   |
| 入谷八丁目 | 全域         | 足立区立足立入谷小学校 | 足立区立入谷中学校   |
| 入谷九丁目 | 全域         | 足立区立足立入谷小学校 | 足立区立入谷中学校   |

## 事業所
2021年（令和3年）現在の経済センサス調査による事業所数と従業員数は以下の通りである。
| 丁目       | 事業所数  | 従業員数 |
| ---------- | --------- | -------- |
| 入谷一丁目 | 63事業所  | 830人    |
| 入谷二丁目 | 70事業所  | 576人    |
| 入谷三丁目 | 65事業所  | 580人    |
| 入谷四丁目 | 49事業所  | 388人    |
| 入谷五丁目 | 35事業所  | 924人    |
| 入谷六丁目 | 108事業所 | 2,409人  |
| 入谷七丁目 | 119事業所 | 2,289人  |
| 入谷八丁目 | 82事業所  | 1,319人  |
| 入谷九丁目 | 140事業所 | 2,060人  |
| 計         | 731事業所 | 11,375人 |

### 事業者数の変遷
経済センサスによる事業所数の推移。
| 年                 | 事業者数 |
| ------------------ | -------- |
| 2016年（平成28年） | 725      |
| 2021年（令和3年）  | 731      |

### 従業員数の変遷
経済センサスによる従業員数の推移。
| 年                 | 従業員数 |
| ------------------ | -------- |
| 2016年（平成28年） | 12,478   |
| 2021年（令和3年）  | 11,375   |

## 交通
町域内は自動車道路の整備が比較的行き届いており、住民の主な利用交通機関も自家用車や公共路線バスなどが主体である。言い換えればこれは鉄道交通の未発達さを表しており、これまでの都心方面や足立区中心部へのアクセスには路線バスが活躍していたが、自動車手段による朝夕の交通混雑の発生による安定運行の不安定さや大気汚染などから、きわめて不便さを強いられていた。
町域全体が鉄道交通機関から距離的に隔絶された鉄道空白地帯に属していたが、2008年3月30日に日暮里・舎人ライナーが開業し、山手線および東京メトロ千代田線などへ連絡の利便性が飛躍的に向上したため、入谷の住生活・住環境は大きく発展することが見込まれている。

### 鉄道
- 日暮里・舎人ライナーが通るが、駅は設置されていない。舎人に位置する舎人駅が最寄駅となる。

### 道路・橋梁
道路
- 首都高速川口線 足立入谷ランプ
- 東京都道58号台東川口線（尾久橋通り）
- 東京都道104号川口草加線
- 東京都道106号東京鳩ヶ谷線（鳩ヶ谷街道）
- 東京都道239号足立川口線

橋梁
- 入谷大橋
- 南平大橋

## 施設
行政
保育・教育
- 足立区立足立入谷小学校（入谷三丁目）
- 足立区立入谷中学校（入谷三丁目）
- 足立区立入谷南中学校（入谷一丁目）

流通
- 足立流通センター（入谷六丁目）
- 足立トラックターミナル（入谷六丁目）
- 北足立市場（入谷六丁目）

公園
- 入谷中郷公園（入谷一丁目）
- 入谷緑地公園（入谷一丁目）
- 舎人十号公園（入谷一丁目）
- 入谷日の出公園（入谷一丁目）
- 入谷中郷北公園（入谷二丁目）
- 舎人七号公園（入谷二丁目）
- 入谷中央公園（入谷四丁目）
- 舎人十二号公園（入谷五丁目）
- 舎人三号公園（入谷七丁目）
- 入谷八丁目公園（入谷八丁目）
- 舎人中丸公園（入谷八丁目）
- 舎人四号公園（入谷九丁目）
- KITファミリー広場（旧舎人第一号公園）入谷九丁目

## 史跡
- 北野神社（入谷一丁目11-12）
- 入谷氷川神社、入谷古墳（入谷二丁目25-5）
- 円通寺（入谷一丁目6-8）
- 南光寺（入谷一丁目19-20）
- 源証寺（入谷二丁目15-25） - 天文元年（1532年）創建の古刹である[17]。

## その他

### 日本郵便
- 郵便番号 : 121-0836[3]（集配局 : 足立北郵便局[18]）。